# Rękawica (Tatry)

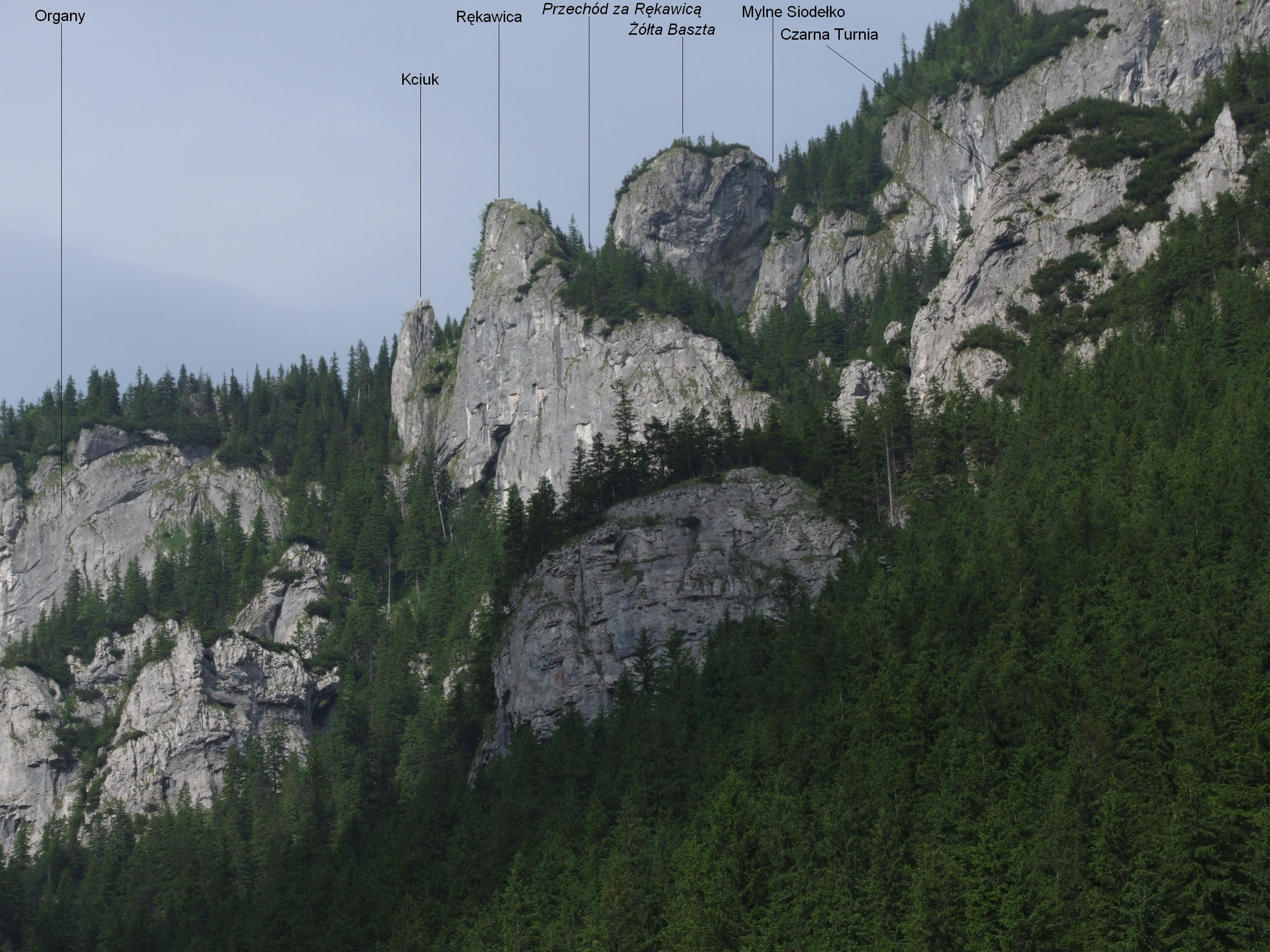
Widok z Polany Pisanej

Rękawica (ok. 1365 m n.p.m.) – turnia w północno-zachodniej grani Upłaziańskiej Kopy w Dolinie Kościeliskiej w Tatrach Zachodnich. Nazwa pochodzi od jej charakterystycznego kształtu – oglądana z dalszej odległości, np. z Polany Pisanej ma kształt jednopalczastej rękawicy, którą tworzy razem z sąsiednim Kciukiem.
Rękawica znajduje się pomiędzy przełączką Przechód za Rękawicą (ok. 1360 m) i masywem Organów. Jest wysunięta o kilkadziesiąt metrów przed zalesiony grzbiet. Północno-wschodnie zbocze grani opada do Żlebu pod Wysranki, jest całkowicie zalesione i od tej strony na Rękawicę można wejść bez trudności. Natomiast w południowo-zachodnim kierunku grań na odcinku od Przechodu za Rękawicą aż po Zbójnickie Siodełko opada 90-metrowej wysokości pionową, trudną do zdobycia ścianą (w najłatwiejszym miejscu w skali trudności dróg skalnych jest to V+). U jej podnóża znajduje się jaskinia, a właściwie schronisko, Dziura w Organach V.
Na Rękawicę można łatwo wejść ze Żlebu pod Wysranki oraz z Przechodu za Rękawicą, duże trudności wspinaczkowe stwarza natomiast jej zachodnia ściana opadająca do Kolistego Żlebu. Poprowadzono w niej 2 drogi wspinaczkowe. Pierwsze przejście częścią zachodnią ściany: Marek Danielak i Jan Muskat 1 września 1979 r., pierwsze przejście środkiem tej ściany Ryszard Malczyk, R. Dyja i Ryszard Laskowski w kwietniu 1974 r. Pierwsze wejście na Kciuk od wschodu – Władysław Cywiński, Robert Janik, Mieczysław Kołodziejczyk, Adam Marasek i Jan Stawowy 22 czerwca 1994 r.
Na Rękawicy stwierdzono występowanie bardzo rzadkiej w Polsce irgi kutnerowatej.